# Virgjil Muçi
Virgjil Muçi (ur. 1963 w Tiranie) – albański pisarz i tłumacz literatury dziecięcej. Część jego utworów została przetłumaczona na język włoski.

## Życiorys
W 1986 roku ukończył studia na Wydziale Historyczno-Filologicznym Uniwersytetu Tirańskiego, następnie odbył dwuletnie studia podyplomowe z zakresu dramatopisarstwa.
W latach 1998–2000 pracował w Ministerstwie Kultury, w latach 2006–2010 w Bibliotece Narodowej Albanii, a w latach 2011–2013 w Ministerstwie Spraw Zagranicznych. Pracował także w ambasadzie Albanii w Ottawie w latach 2011–2013, a w 2015 roku rozpoczął pracę w albańskiej ambasadzie w Belgradzie.
Przetłumaczył na język albański Wołanie kukułki J.K. Rowling (która wydała dany utwór pod pseudonimem Robert Galbraith), Morderstwo w Orient Expressie Agathy Christie, Iksy i zera Malorie Blackman oraz Pippi Pończoszankę Astrid Lindgren.

## Wybrane utwory[1]
- Përralla shqiptare (tomy 1-4)
- Përralla shqiptare 100+1 natë
- Rojtari i pyllit
- Shpatat nuk u ndryshkën
- Shtrigat
- Si u bë kampione bretkosa Kuak

## Nagrody[1]
- Srebrne Pióro (1997)
- Nagroda Tłumaczeniowa (1998)
- Nagroda im. ks. Donata Kurtiego (2009)